# Rakitovo (Jagodina)
Rakitovo es un pueblo ubicado en Jagodina, distrito de Pomoravlje, Serbia.

## Superficie
Cuenta con una superficie de 3,856 kilómetros cuadrados.

## Demografía
Hasta 2022 la población era de 1741 habitantes, con una densidad de población de 451,5 habitantes por kilómetro cuadrado.
| Gráfica de evolución demográfica de Rakitovo entre 1948 y 2022                       |
|                                                                                      |
| Datos según Population statistics of Eastern Europe & former USSR y City Population. |